# Earnest Hooton
Earnest Albert Hooton (20 novembre 1887 – 3 mai 1954) est un anthropologue américain qui dirige le département d'anthropologie physique à l'université d'Harvard. Il forme un grand nombre d'anthropologues américains.

## Biographie

### Études
Né en 1887 à Oshkosh, Earnest Albert Hooton obtient une licence de lettre en 1907 à l’université Lawrence avant de partir étudier les classiques grec et latin à l’université du Wisconsin à Madison aux États-Unis, où il passe sa maîtrise ès lettres en 1908, puis une thèse sur « The Pre-Hellenistic Stage of the Evolution of the Literary Art at Rome » en 1911.
Son parcours académique exemplaire lui permet d’obtenir une bourse Rhodes (1910-1913) lui permettant de poursuivre ses études à Oxford. Parallèlement, à des études centrées sur la période viking, Hooton s’intéresse de plus en plus à l’anthropologie, alors enseignée par Robert Ranulph Marett, et travaille notamment aux côtés d’Arthur Keith. Le soutien de Marett lui permet d’obtenir un poste de professeur à Harvard en 1913, université dans laquelle il enseignera jusque sa mort. La même année, il épouse Mary Camp de qui il aura deux fils, Newton et Jay, et une fille, Emma Hooton Robbins.
Bien qu’inapte au service militaire à cause d’une forte myopie, Hooton s’engage volontairement.

### Campagnes de mesures anthropométriques
Dans les années 1920-1930, Hooton conduit une large campagne de mesures sur 587 squelettes d’un pueblo du Nouveau-Mexique, Pecos, ouvrant un champ nouveau d’étude : la paléodémographie.
Hooton s’intéresse aussi à l’analyse d’autres bases de données anthropométriques, qui nécessitent l’usage de cartes perforées IBM, conduisant à la publication en 1939 de The American Criminal. L’ouvrage est âprement critiqué et comparé aux théories de Cesare Lombroso à cause de l’établissement de différents types criminels par Hooton. Il montre toutefois l’existence de différentes classes de délinquants, qu’il explique par des phénomènes de sélection professionnelle similaires à ceux observés chez les sportifs.

### Seconde Guerre mondiale et intérêt pour l’ergonomie
Ses études anthropométriques furent l’occasion pour Hooton de développer des modèles pour l’analyse de grandes quantités de données, à l’aide des systèmes de cartes perforées utilisés dans son laboratoire du Peabody Museum. Ces modèles s’avèrent être très utiles pour l’armée qui emploie alors de nombreux étudiants de Hooton dans de nombreux secteurs de l’armée, tels l’Army Chemical Corps, l’Army Air Corps…
Hooton travailla encore à améliorer l’ergonomie de nombreux équipements militaires, allant des masques à gaz aux fauteuils d’avion. Plus tard, Hooton travaille encore à appliquer ses connaissances anthropométriques à ce qui n’était pas encore appelé l’ergonomie, en aidant la Heywood-Wakefield Company à rendre les sièges de ses trains plus confortables (A Survey of Seating, 1945).

#### Leplan Hooton
Lors de la Seconde Guerre mondiale, Hooton a proposé d'éradiquer le peuple allemand en infiltrant lentement en son sein des masses immigrées masculines (non allemandes), extirpant ainsi de lui ses « souches guerrières » (« war strains ») ; ce projet est parfois appelé « plan Hooton ».
L’article, court, se présente en trois paragraphes : le premier présentant des postulats de base, le second, l’objectif à atteindre, et le dernier, les mesures qui seront à appliquer à l’Allemagne d’après-guerre. Il s’agit en effet de :

« Détruire le nationalisme allemand et [son] idéologie agressive tout en conservant et en perpétuant les qualités biologiques et sociologiques désirables des Allemands. »

« To destroy German nationalism and aggressive ideology while retaining and perpetuating desirable German biological and sociological capacities. »

Hooton propose 4 mesures qui permettraient de réaliser cet objectif :
- « La mise à mort ou l’emprisonnement à vie de tous les dirigeants nazis ainsi que l’exil permanent de tous les officiers de métier de l’armée allemande » ;
- L’utilisation de l’armée allemande, dont les soldats seront traités comme des prisonniers, pour la reconstruction des nations alliées ; ces travailleurs ne seront autorisés qu’à épouser des femmes issues des pays reconstruits, mais pourraient être naturalisés en cas de bon comportement (« upon evidence of good behavior »). Les familles de soldats déjà mariés pourront être exilées dans ces pays. Le but affiché par Hooton est de réduire le taux de naissance d’Allemands purs (« The objects of this measure include reduction of the birth rate of "pure" Germans, neutralization of German aggressiveness by outbreeding, and denationalization of indoctrinated individuals. ») ;
- Scinder le Reich en plusieurs États qui seront autorisés à choisir leur type de gouvernement non-fasciste sous la supervision des alliés. Le but est ici de détruire le tissu national allemand (« The object of this measure is to destroy the national framework of unified German aggression. ») ;
- Encourager les mariages des allemandes avec les soldats des armées alliées occupant le pays ; encourager l’immigration masculine non-allemande vers l’Allemagne.

### Travaux universitaires et littéraires
Pendant près de trente ans, la majeure partie des doctorants en anthropologie physique ont suivi les cours de Hooton . Il consacre en effet beaucoup de temps à ses étudiants, qu’il encourage à effectuer des recherches approfondies dans des domaines très divers, allant de l’étude de squelettes préhistoriques, à des études démographiques ou génétiques, voire à des thèses en histologie. On peut ainsi affirmer que Hooton a exercé une importante influence sur l’American Association of Physical Anthropologists pendant plusieurs décennies.
À côté de longues monographies et rapports de recherche, Hooton produit aussi des essais plus synthétiques écrits dans un style moins académique, obtenant parfois un assez important succès, tels que Up from the Ape (1931) ou Man's Poor Relations (1942), un traité sur la taxonomie et le comportement des primates. Hooton publie aussi des études comportementales aux titres accrocheurs, tel que Young Man, You Are Normal, et est réputé pour ses conférences, telle son Ode to a Dental Hygienist. Certains de ses vers et dessins sont réunis en 1961 dans Subverse.

### Dernières années
Membre fondateur de l’American Association of Physical Anthropologists, Hooton est aussi membre de la National Academy of Sciences. Décoré de plusieurs prix, tels que la Viking Fund Medal in Anthropology, il est aussi régulièrement cité dans les journaux grands-publics qui apprécient ses remarques lapidaires. Son cours Anthropology A est très suivi, y compris en dehors des simples étudiants en anthropologie.
Malgré sa retraite, Hooton continue à enseigner dans les matières moins prisées des étudiants jusque sa mort. Peu avant sa mort, il tient à visiter une dernière fois son ancien mentor, Sir Arthur Keith en Angleterre. 

## Publications
- (en) Earnest Hooton, The Relation of Physical Anthropology to Medical Science, 1916
- (en) Earnest Hooton, The Ancient Inhabitants of the Canary Islands, Harvard University, 1925
- (en) Earnest Hooton, Up from the Ape, Macmillan Company, 1931
- (en) Earnest Hooton, Apes, Men and Morons, Ayer Co Publ., 1937 (ISBN 0-8369-1956-4)
- (en) Earnest Hooton, The American Criminal, Cambridge, Harvard University Press, 1939
- (en) Earnest Hooton, Twilight of Man, G.P. Putnam's Sons, 1939 (ISBN 0-598-97772-4)
- (en) Earnest Hooton, A Survey in Seating, Olympic Marketing Corp, 1945 (ISBN 0-8371-3952-X)
- (en) Earnest Hooton, Why Men Behave like Apes, and Vice Versa; or, Body and Behavior, Oxford University Press, 1941
- (en) Earnest Hooton, Man's Poor Relations, Doubleday, Doran & Company, 1942